# Ивановская (муниципальный округ Егорьевск)
Ива́новская — деревня в муниципальном округе Егорьевск Московской области России.

## География
Деревня Ивановская расположена в северо-западной части муниципального округа Егорьевск, в 10 километрах к югу от города Егорьевск. По северной окраине деревни протекает река Устынь. Высота над уровнем моря 157 метров.

## История
До отмены крепостного права в России деревня принадлежала помещице Суховой. После 1861 года деревня вошла в состав Троицкой волости Егорьевского уезда. Приход находился в селе Ивановском.
В 1926 году деревня входила в Михалевский сельсовет Колычёвской волости Егорьевского уезда.
До 1994 года Ивановская входила в состав Колычевского сельсовета Егорьевского района, а в 1994—2006 годы — Колычевского сельского округа.
До 2015 года входила в состав городского поселения Егорьевск.
В 2015 году вошла в состав городского округа Егорьевск, образованного в том же году путем упразднения Егорьевского района и объединения всех его поселений в единый городской округ.

## Демография
В 1885 году в деревне проживало 286 человек, в 1905 году — 373 человека (173 мужчины, 200 женщин), в 1926 году — 245 человек (108 мужчин, 137 женщин). По переписи 2002 года — 50 человек (23 мужчины, 27 женщин). Население — 53 человек (2010).
| 1859 | 1868 | 1885 | 1905 | 1926 | 2002 | 2006 |
| ---- | ---- | ---- | ---- | ---- | ---- | ---- |
| 352  | ↘320 | ↘286 | ↗373 | ↘245 | ↘50  | ↘43  |
| 2010 |      |      |      |      |      |      |
| ↗53  |      |      |      |      |      |      |